# Mühlhausen, Erlangen-Höchstadt
Mühlhausen là một đô thị thuộc huyện Erlangen-Höchstadt, trong bang Bayern, nước Đức. Đô thị Mühlhausen, Erlangen-Höchstadt có diện tích 16,57 km², dân số thời điểm 31 tháng 12 năm 2006 là 1688 người.